# 1918年匈牙利革命
1918年匈牙利革命，又称紫苑革命或菊花革命（匈牙利語：Őszirózsás forradalom）是第一次世界大战末期发生于匈牙利的革命（因其以紫苑为标志故称为紫苑革命）在卡罗伊·米哈伊的领导下，匈牙利从奥匈帝国独立，成立了匈牙利第一共和国。1919年3月，该共和国被另一场革命推翻，并成立了匈牙利苏维埃共和国。由于和周边国家存在众多未解决的冲突，匈牙利与邻国（罗马尼亚王国、塞尔维亚-克罗地亚-斯洛文尼亚王国以捷克斯洛伐克）之间發生战争。匈牙利苏维埃共和国后被罗马尼亚占领。《特里亚农条约》签署后，匈牙利丧失大量领土。